# Justice For True Love
「Justice For True Love」（ジャスティス・フォー・トゥルー・ラヴ）は、1999年8月18日に発売されたTHE ALFEE47枚目のシングル。

## 概要
東映アニメ映画『金田一少年の事件簿2 殺戮のディープブルー』主題歌。小学館系の漫画を原作としないアニメ映画主題歌の歌唱は、1984年「STARSHIP -光を求めて-」以来、15年振りである。
「LOVE NEVER DIES」以降、本作まで5作連続で、桜井賢がリードヴォーカルを務める。
カップリング曲は『ALFEE』収録曲のアレンジ・ヴァージョン。発売当時の1999年のコンサートツアーのタイトルナンバーとして、採用された。
また、THE ALFEE最後の8cmCDシングルである。
正確には前作のシングルは「Wings of Freedom」であるが、チャリティ盤の為、枚数には数えられず、「希望の鐘が鳴る朝に」が前作シングルとなる。

## 収録曲
全曲　作詞・作曲：高見沢俊彦　編曲：THE ALFEE
1. Justice For True Love
2. A.D.1999 -Millennium Version-
3. Justice For True Love (Original Instrumental)

## 収録作品
- ALFEE（#2、原曲）
- örb（#1,2、örb version）
- THE ALFEE 單曲特集（#1）
- THE BEST 1997-2002 〜aprés Nouvelle Vague〜（#）
- THE ALFEE 30th ANNIVERSARY HIT SINGLE COLLECTION 37（#1、Re-Mix）
- THE ALFEE SINGLE HISTORY VOL.V 1996-2001（#1,2）

## 関連作品
- THE ALFEE 30th ANNIVBERSARY VIDEO CLIPS Ⅱ（DVD 2004年9月15日） - 「Justice For True Love」のプロモーションビデオを収録。後にBlu-ray版が再発売された。